# صنم‌اوغلو (گوله)
صنم‌اوغلو (به ترکی استانبولی: Senemoğlu) یک منطقهٔ مسکونی در ترکیه است که در گوله (شهر) واقع شده‌است. صنم‌اوغلو ۱٬۱۳۳ نفر جمعیت دارد و ۲٬۰۷۰ متر بالاتر از سطح دریا واقع شده‌است.